# Gare de Mouchard
La gare de Mouchard  est une gare ferroviaire française, située sur le territoire de la commune de Mouchard, dans le département du Jura, en région Bourgogne-Franche-Comté.
C'est une gare de la Société nationale des chemins de fer français (SNCF), desservie par des TGV Lyria et des trains régionaux du réseau TER Bourgogne-Franche-Comté.

## Situation ferroviaire
Gare de bifurcation, elle est située au point kilométrique (PK) 392,292 de la ligne de Dijon-Ville à Vallorbe (frontière). Elle est également l'origine de la ligne de Mouchard à Bourg-en-Bresse et de l'ancienne ligne de Mouchard à Salins-les-Bains aujourd'hui déclassée. Son altitude est de 287 m.

## Service des voyageurs

### Desserte
Mouchard est desservie par les relations TER Bourgogne-Franche-Comté suivantes :
- Belfort – Besançon – Lons-le-Saunier – Bourg-en-Bresse – Lyon ;
- Besançon – Mouchard – Saint-Claude ;
- Dole – Mouchard – Andelot-en-Montagne – Saint-Claude / Pontarlier.

La gare est également desservie par un aller-retour de la relation TGV Lyria Paris – Lausanne.

## Service des marchandises
La gare est fermée au trafic des marchandises depuis le 1er juillet 2006.

## Galerie de photographies

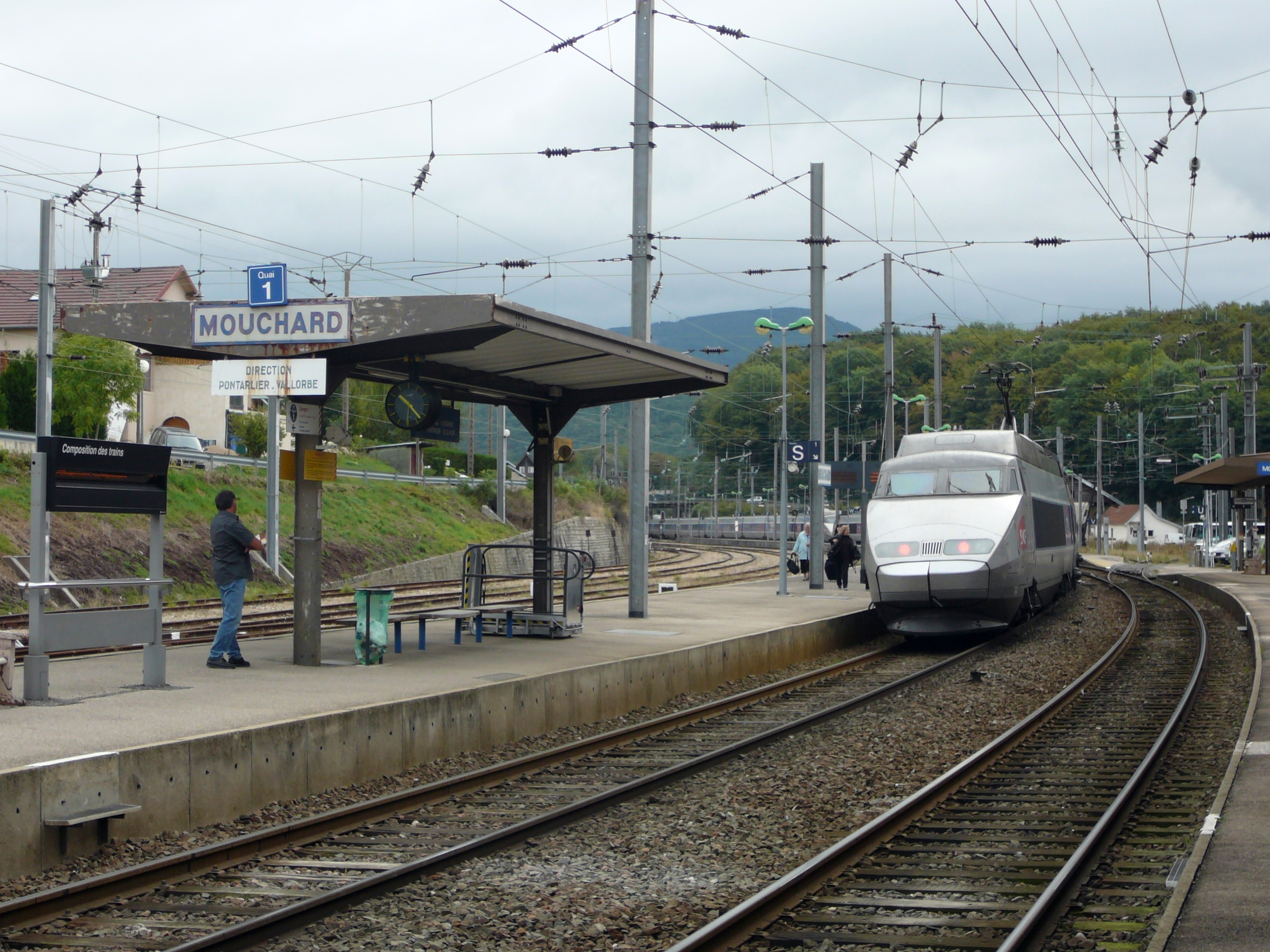
Départ du TGV "Lutétia" Paris-Berne/Lausanne en direction d'Andelot.
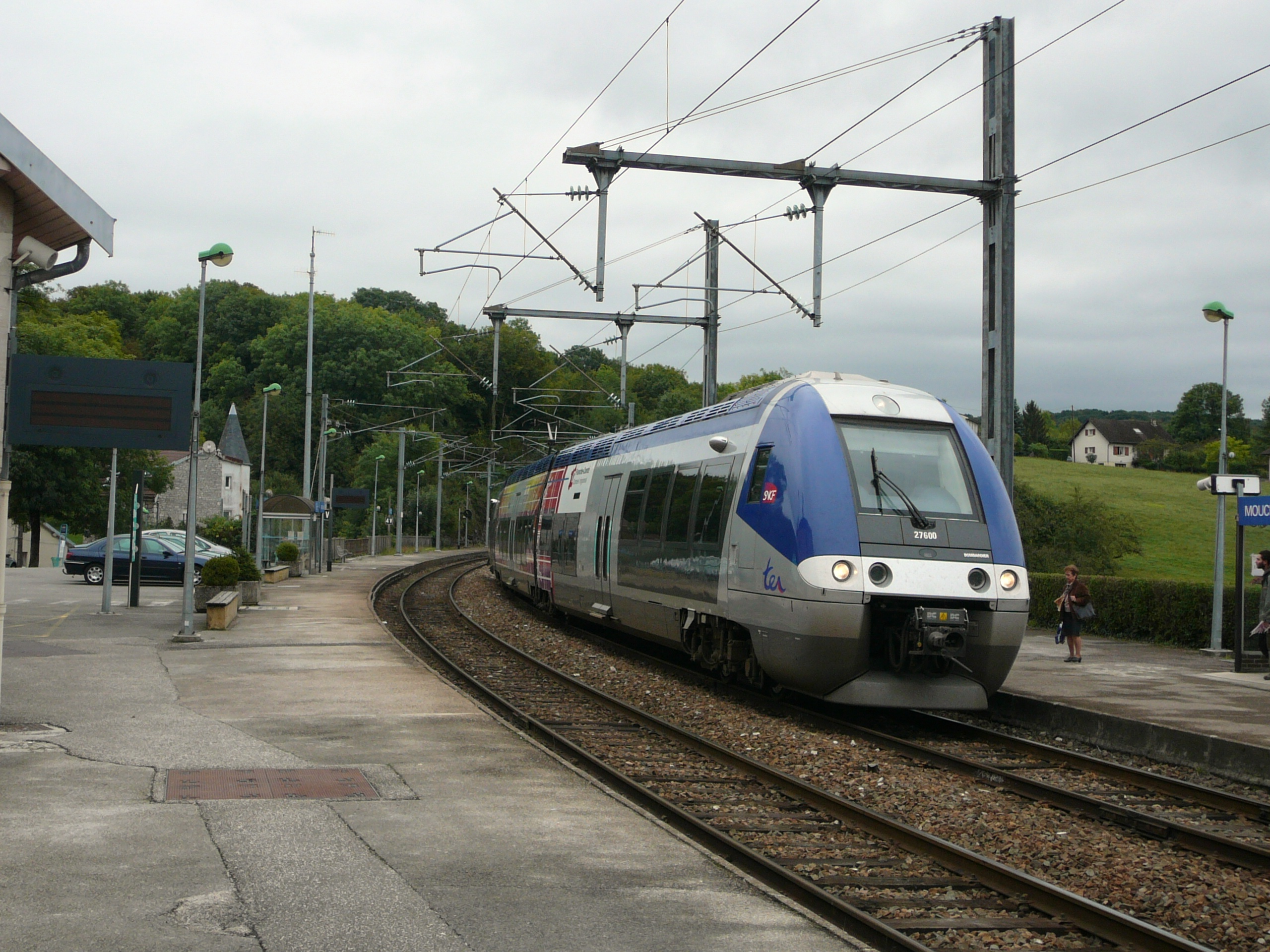
TER Lons le Saunier-Besançon en gare de Mouchard.
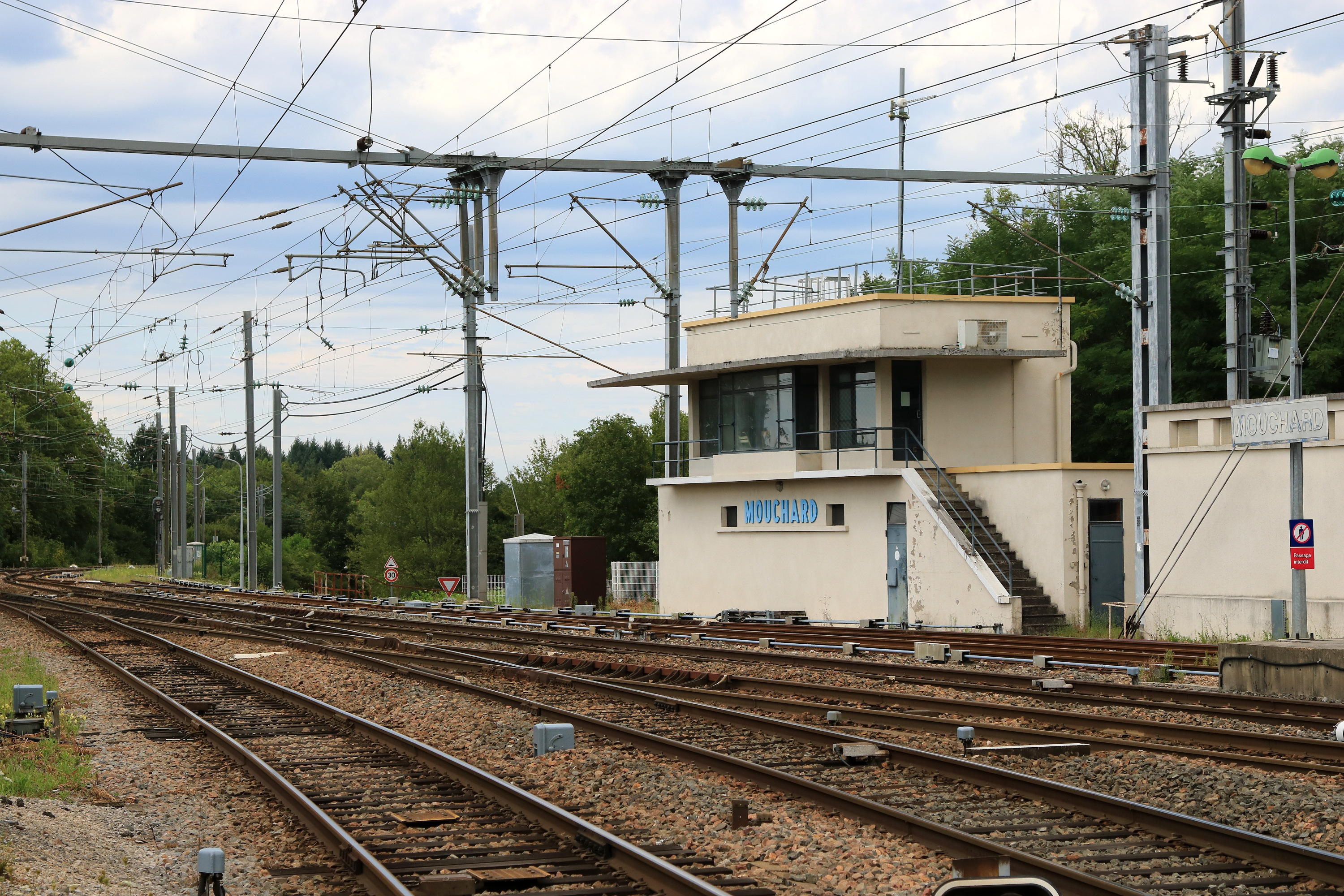
Poste d'aiguillage de la bifurcation en Y de la gare.